# Situation de référence (EPS)
C’est une situation typique de mise en activité, non finalisé pour un apprentissage particulier, permettant de confronter l’élève au  problème fondamental de l’activité sportive. Elle conserve le sens de l’activité aux yeux de l’élève (forte charge émotionnelle) et constitue un repère stable auquel il peut se référer. Elle est donc totalisante (globalisante) et doit exprimer la contradiction essentielle de l’activité. Elle est construite en cohérence avec la  logique interne de l’activité.
Elle a pour visée première l’émergence de problèmes et l’évaluation de l’élève et non l’apprentissage à proprement parler. L’élève testera ses apprentissages antérieurs et ré-investira ses acquis.
Le type de situation proposé doit être en rapport avec les ressources momentanées de l’élève et pas simplement déduite d’une activité sportive courante (pratique sociale de référence). Elle peut être évolutive si les progrès des élèves l’imposent (complexification envisageable).
- Exemple en lutte - collège classe de 6/5e : combat à genou, départ face à face, saisie du cou interdit.

- Exemple en football - lycée classe de seconde : jeu 6 × 6 sur un demi-terrain.

## Sources
- GAIP, Lexique conventionnel et professionnel, Revue académique des enseignants d’EPS, Nantes, 1990-91
- J. Metzler, Elaborer un programme, pourquoi, comment ? , In L’Éducation Physique et Sportive : aujourd’hui ce qui s’enseigne, Édition SNEP, Paris, 1989